# CIOS
Centraal Instituut Opleiding Sportleiders (CIOS) is een opleidingsinstituut dat in Nederland een aantal mbo-opleidingen aanbiedt. De kern van alle opleidingen is sport en bewegen. CIOS kan dienen als vooropleiding voor de Academie voor Lichamelijke Opvoeding (alo).

## Geschiedenis
In 1940 werd onder de Nederlandse Opbouwdienst gestart met een centrale opleiding voor sportleiders welke onder de Nederlandse Arbeidsdienst voltooid werd.
In 1947 werd vanuit de regering gestart met de uitwerking van plannen voor een decentraal Centraal Instituut Opleiding Sportleiders. Het toenmalige Rijks-CIOS werd in 1948 in Overveen geopend door minister Theo Rutten in aanwezigheid van Prins Bernhard. Het instituut hanteerde een internaatmodel (voor jongens) en was gevestigd op het landgoed Duinlust. In september 1959 werd in Arnhem een tweede vestiging geopend voor meisjes, op het landgoed Huis Angerenstein. In 1962 werd in Sittard een derde CIOS geopend en in 1974 een vierde in Heerenveen. Er bestonden plannen voor een vijfde locatie in Eelde, maar uit een oogpunt van landelijke spreiding werd voor Goes gekozen en die vestiging opende in 1988. De laatste drie waren geen Rijks-CIOS, maar bijzondere scholen.
Aanvankelijk hadden de vestigingen eigen lesprogramma's en exameneisen, maar in de jaren zeventig werden die op elkaar afgestemd. Er is nog overwogen om beide Rijks-CIOSsen (Overveen en Arnhem) in Zoetermeer samen te voegen, maar de Staatssecretaris van Onderwijs besloot in 1976 de bestaande situatie te handhaven. Met de Wet educatie en beroepsonderwijs van 1995 werden alle gespecialiseerde opleidingen ondergebracht in ROC's. De vijf locaties van het CIOS gingen op in samenwerkingsverbanden en de nieuwe opleiding "sport en bewegen" werd ook door andere opleiders aangeboden. Anno 2016 kan die opleiding op 34 plaatsen gevolgd worden. In het CIOS werken de vijf oorspronkelijke opleidingen samen, voor de ontwikkeling van vakkennis en lesprogramma's.

## Huidige locaties
Het CIOS heeft vijf leden (vestigingen):
- ROC Rijn IJssel in Arnhem
- Scalda in Goes - Dordrecht
- Nova College in Haarlem
- Friesland College in Heerenveen - Leeuwarden
- VISTA college in Sittard - Venlo